# Nothelfergemeinschaft der Freunde
Die Nothelfergemeinschaft der Freunde e.V. (NdF) ist eine seit dem Zweiten Weltkrieg arbeitende Organisation zum Wiederaufbau der Beziehungen zwischen den Völkern durch die Entsendung von Freiwilligen in soziale und ökologische Projekte.

## Ziele und Kooperationen
Zu ihren Grundsätzen der Organisation gehört, dass sie jede religiöse, weltanschauliche und politische Überzeugung gleich achtet. Sie setzt sich für die Verständigung und Versöhnung der Menschen und Völker untereinander ein. Sie geht dabei von der Voraussetzung aus, dass ein dauerhafter Friede ohne die klare Einstellung der Menschen dazu und ohne gerechte soziale Verhältnisse nicht möglich ist. Die NdF ist eine ehrenamtliche Nichtregierungsorganisation. Sie ist eine anerkannte Entsendeorganisation für Weltwärts, den 2007 gegründeten Freiwilligendienst des Bundesministeriums für wirtschaftliche Zusammenarbeit und Entwicklung und den 2011 vom Bundesfamilienministerium eingerichteten Internationalen Jugendfreiwilligendienst (IFJD).
Neben Friedensdiensteinsätzen in Israel vermittelt die Nothelfergemeinschaft heutzutage verschiedene Freiwilligendienste in verschiedene Länder auf der Welt, vor allem in soziale oder ökologische Projekte. Im Unterschied zu reinen Jugendorganisationen vermittelt sie Menschen aller Altersgruppen. Freiwillige der NdF sind derzeit in 15 Ländern aktiv, u. a. in Bangladesch, Myanmar, Indien, Kambodscha, Nepal, Argentinien, Bolivien, Brasilien, Chile, Ecuador, Guatemala und einige afrikanische Ländern.

## Geschichte
Der Verein wurde von einer Gruppe Menschen ins Leben gerufen, die sich nach dem Zusammenbruch Deutschlands 1945 mit dem Wunsch zusammenfand, um Klarheit über die Gründe der Weltkatastrophe zu gewinnen und um den zahllosen notleidenden, entwurzelten und verzweifelten Menschen materiell, geistig und seelisch zu helfen. Zur Gründungsgeschichte heißt es: 

„1945 kam Paul Krahé als junger Offizier einer 200-köpfigen Einheit, von der nur er und sechs seiner Kameraden überlebt hatten, aus Russland zurück. Dort hatte er sich geschworen, falls er überleben würde, den Rest seines Lebens der Friedensarbeit zu widmen. Er suchte in Frankfurt/Main den Psychotherapeuten und Quäker Gerhard Ockel auf, besprach mit ihm seinen Vorsatz und gründete 1946 zusammen mit Mitgliedern der Frankfurter Quäkergruppe die Nothelfergemeinschaft der Freunde e.V. (NdF).“

Nach dem Ende des Zweiten Weltkrieges trug die Nothelfergemeinschaft der Freunde e.V. als Internationaler Gemeinschaftsdienst durch verschiedene Freiwilligendienste im In- und Ausland zu einem friedlichen Zusammenleben aller Menschen auf dieser Welt bei. Im Sinne ihres Versöhnungsgedankens versuchen sie mit ihren Friedensdiensten Zeichen zu setzen. In diesem Zuge arbeiten sie seit über 50 Jahren in Israel, wo sich noch heute viele Freiwillige in jüdischen und arabischen Behinderten- und Altenpflegeeinrichtungen engagieren.